# Elecciones municipales de Durán de 2019
Las elecciones municipales de Durán de 2019 hacen referencia al proceso electoral que se llevó a cabo el 24 de marzo de dicho año con el fin de designar a las autoridades locales para el período 2019-2023. Se eligió un alcalde y 11 concejales (seis por el distrito 1 y cinco por el distrito 2). Resultó ganador de esta elección el candidato por el Partido Social Cristiano, Dalton Narváez.

## Preparación
El Consejo Nacional Electoral definió el calendario electoral para las seccionales de 2019, que se desarrollarán el 24 de marzo de 2019. La convocatoria se desarrollará el 21 de noviembre de 2018, las inscripciones hasta el 22 de diciembre y la campaña electoral será del 5 de febrero al 21 de marzo de 2019. La posesión de las nuevas autoridades está prevista para el 14 de mayo de 2019.
En esta ocasión, a diferencia de las dos elecciones anteriores, el alcalde y los concejales fueron elegidos para un período de cuatro años.

## Candidatos
| Lista    | Logo | Partido / Movimiento                                          | Candidato                    |
| -------- | ---- | ------------------------------------------------------------- | ---------------------------- |
| 1        |      | Centro Democrático                                            | Luis Chonillo Breilh         |
| 2        |      | Unidad Popular                                                | Ana del Pilar Medina Mercado |
| 3        |      | Partido Sociedad Patriótica                                   | Jorge Zambrano Silva         |
| 4        |      | Movimiento Ecuatoriano Unido                                  | José Germán Solís Moncada    |
| 5        |      | Fuerza Compromiso Social                                      | Alexandra Arce Pluas         |
| 6 75     |      | Partido Social Cristiano Movimiento Cívico Madera de Guerrero | Dalton Narváez Mendieta      |
| 7        |      | Adelante Ecuatoriano Adelante                                 | Leonidas Cevallos Carvajal   |
| 9        |      | Movimiento Libertad Es Pueblo                                 | Gladys Macías Mosquera       |
| 11       |      | Movimiento Justicia Social                                    | Margarita Patiño Gómez       |
| 12       |      | Izquierda Democrática                                         | Lupe Marín Ponce             |
| 17       |      | Partido Socialista Ecuatoriano                                | Rodolfo Ostaiza Zambrano     |
| 18       |      | Pachakutik                                                    | Dario Javier Barzola Reyes   |
| 20       |      | Democracia Sí                                                 | Johnny Neira Mora            |
| 21 10 62 |      | Movimiento CREO Fuerza Ecuador Movimiento Salud y Trabajo     | Alfredo Arboleda Coello      |
| 23       |      | Movimiento SUMA                                               | Luis Baquero García          |
| 33       |      | Movimiento Nacional Juntos Podemos                            | Alfonso Córdova Jurado       |
| 25       |      | Alianza PAIS                                                  | Sheila Reyes Peñafiel        |
| 51       |      | Movimiento Concertación                                       | Edgar Salazar Cassula        |
| 63       |      | Movimiento Emergente de Transparencia y Acción                | Javier Cortez Bone           |
| 101      |      | Movimiento Luis Rodas Toral                                   | Giovanni Rodas Ramirez       |
| 117      |      | Movimiento Durán Puede Más                                    | Miguel Santos Burgos         |

## Resultados

### Elección de alcalde
| Lista    | Partido / Movimiento                                          | Candidato            | Votos | %      |
| -------- | ------------------------------------------------------------- | -------------------- | ----- | ------ |
| 1        | Centro Democrático                                            | Luis Chonillo        | 30897 | 22.32% |
| 2        | Unidad Popular                                                | Ana del Pilar Medina | 435   | 0.31%  |
| 3        | Partido Sociedad Patriótica                                   | Jorge Zambrano Silva | 616   | 0.44%  |
| 4        | Movimiento Ecuatoriano Unido                                  | José Germán Solís    | 4931  | 3.55%  |
| 5        | Fuerza Compromiso Social                                      | Alexandra Arce       | 33230 | 23.93% |
| 6 75     | Partido Social Cristiano Movimiento Cívico Madera de Guerrero | Dalton Narváez       | 47621 | 34.30% |
| 7        | Movimiento Adelante Ecuatoriano Adelante                      | Leonidas Cevallos    | 1513  | 1.09   |
| 9        | Movimiento Libertad Es Pueblo                                 | Gladys Macías        | 422   | 0.30%  |
| 11       | Movimiento Justicia Social                                    | Margarita Patiño     | 949   | 0.68%  |
| 12       | Izquierda Democrática                                         | Lupe Marín           | 454   | 0.33%  |
| 17       | Partido Socialista Ecuatoriano                                | Rodolfo Ostaiza      | 269   | 0.19%  |
| 18       | Pachakutik                                                    | Darío Barzola        | 2.534 | 12.58% |
| 20       | Democracia Sí                                                 | Johnny Neira         | 409   | 0.29%  |
| 21 10 62 | Movimiento CREO Fuerza Ecuador Movimiento Salud y Trabajo     | Alfredo Arboleda     | 7264  | 5.23%  |
| 23       | Movimiento SUMA                                               | Luis Baquero         | 1264  | 0.91%  |
| 33       | Movimiento Nacional Juntos Podemos                            | Alfonso Córdoba      | 2511  | 1.81%  |
| 35       | Alianza PAIS                                                  | Sheila Reyes         | 2142  | 1.54%  |
| 51       | Movimiento Concertación                                       | Edgar Salazar        | 312   | 0.22%  |
| 63       | Movimiento Emergente de Transparencia y Acción                | Javier Cortez        | 338   | 0.24%  |
| 101      | Movimiento Luis Rodas Toral                                   | Giovanni Rodas       | 608   | 0.44%  |
| 117      | Movimiento Durán Puede Más                                    | Miguel Santos        | 1762  | 1.27%  |

### Nómina de Concejales Electos

#### Circunscripción Urbana 1
| Partido                                                       | Concejal         |
| ------------------------------------------------------------- | ---------------- |
| Partido Social Cristiano Movimiento Cívico Madera de Guerrero | Bella Pesantes   |
| Partido Social Cristiano Movimiento Cívico Madera de Guerrero | Giannina Cabrera |
| Partido Social Cristiano Movimiento Cívico Madera de Guerrero | René Zambrano    |
| Fuerza Compromiso Social                                      | Kathy Cornejo    |
| Fuerza Compromiso Social                                      | Yailene Arreaga  |
| Movimiento Centro Democrático                                 | Pablo Ayala      |

#### Circunscripción Urbana 2
| Partido                                                       | Concejal         |
| ------------------------------------------------------------- | ---------------- |
| Partido Social Cristiano Movimiento Cívico Madera de Guerrero | Rodrigo Aparicio |
| Partido Social Cristiano Movimiento Cívico Madera de Guerrero | Ana Belén Ruiz   |
| Partido Social Cristiano Movimiento Cívico Madera de Guerrero | Juan Jiménez     |
| Fuerza Compromiso Social                                      | Rodolfo Ortega   |
| Movimiento Centro Democrático                                 | Aldo Farfán      |